# Mar territorial

Las zonas marítimas de acuerdo a la Convención de las Naciones Unidas sobre el Derecho del Mar.

El mar territorial  es el sector del océano en el que un Estado ejerce plena soberanía, de igual forma que en las aguas interiores de su territorio. Según la Convención de las Naciones Unidas sobre el Derecho del Mar de 1982, el mar territorial es aquel que se extiende hasta una distancia de doce millas náuticas (22,2 km) contadas a partir de las líneas de base desde las que se mide su anchura.

## Antecedentes
A inicios del siglo XVII, basado en principios de derecho romano, Hugo Grocio postuló la «doctrina del mar libre» en su obra Mare liberum (Mar Libre), según la cual los mares no podían ser sujetos de apropiación, porque no eran susceptibles de ocupación, como las tierras, y por ello debían ser libres para todos («libertad de los mares»).
Sin embargo, en el siglo XVIII Cornelius van Bynkershoek logró sentar el principio según el cual el mar adyacente a las costas de un país quedaba bajo su soberanía. La extensión de esta franja marina cercana al borde costero quedó entregada, en general, a la capacidad de control que el Estado podía ejercer sobre ella. Por ello, el criterio utilizado para fijar su anchura fue la posibilidad de control desde la costa, que permitió el surgimiento de la norma de las tres millas marinas, basada en la «regla del alcance de la bala de cañón» (de Ferdinando Galiani).
En el siglo XX muchos Estados expresaron la necesidad de extender el mar territorial, con el fin de proteger los recursos pesqueros y mineros y aplicar medidas de control y fiscalización para evitar la contaminación del área.
Esta situación fue reconocida por la Sociedad de las Naciones y por la Conferencia de La Haya sobre codificación del derecho internacional de 1930. En esta conferencia no se logró ningún acuerdo para establecer la anchura para el mar territorial, aunque se reconoció la existencia de una zona contigua, de una extensión máxima de doce millas marinas.

## Tesis de las 200 millas marinas y Declaración de Santiago de 1952
En Latinoamérica, un primero de agosto de 1947 surge en Perú la «tesis de las 200 millas marinas» que fue impulsada por el gobierno de José Luis Bustamante y Rivero. Luego en Chile, bajo el mandato del presidente chileno Gabriel González Videla por el cual el mandatario declaró la soberanía chilena «en el mar a doscientas millas marinas de distancia de las costas continentales chilenas. Esta demarcación se medirá respecto de las islas chilenas, señalándose una zona de mar contigua a las costas de las mismas, proyectada paralelamente a estas, a doscientas millas marinas por todo su contorno» 
Posteriormente, un 18 de agosto de 1952 –a iniciativa de Chile– se firmó la Declaración de Santiago de 1952 entre Ecuador, Perú y Chile, en lo que vendría a ser el primer instrumento jurídico multilateral que estableció la distancia de las 200 millas marinas como medio para cautelar los recursos naturales y la soberanía del mar adyacentes a las costas de los respectivos Estados. En efecto, en su artículo 3°, inciso segundo de la declaración, se establece que: «Los Gobiernos de Chile, Ecuador y Perú proclaman como norma de su política internacional marítima la soberanía y jurisdicción exclusivas que a cada uno de ellos corresponde sobre el mar que baña las costas de sus respectivos países a distancia mínima de 200 millas marinas desde las referidas costas» 
Dicha declaración fue ratificada por Chile, mediante decreto supremo 432 del 23 de septiembre de 1954; por Ecuador, mediante decreto ejecutivo 275 del 7 de febrero de 1955; por Perú, mediante resolución legislativa 12.305 del 6 de mayo de 1955. Colombia depositó su instrumento de adhesión el 16 de abril de 1980 en el Ministerio de Relaciones Exteriores del Ecuador.
A nivel latinoamericano, la Declaración de Santiago fue importante, entre otras, por condensar ideológicamente la tesis de las 200 millas, normándola; por dar nacimiento al territorialismo marítimo, por crear la Comisión Permanente del Pacífico Sur-CPPS, el único organismo marítimo de la región sudamericana, cuya sede definitiva está en Guayaquil Ecuador, y por fundar para Colombia, Chile, Ecuador y Perú el Sistema Marítimo del Pacífico Sureste.
En el plano internacional esta Declaración aportó de manera decisiva aspectos revolucionarios: conceptos acordados, reglas definidas, realidades nuevas y políticas coherentes, así como necesarios a la elaboración y normativización de un nuevo Derecho del mar, codificado en gran parte en la Convención de las Naciones Unidas sobre el Derecho del Mar de Montego Bay (Jamaica) del 10 de diciembre de 1982. Simultáneamente, mundializó una nueva visión sudamericana del mar y de los océanos: “Las 200 millas se fundamentaban en dos principios: la soberanía sobre los recursos naturales y la necesaria elaboración de un nuevo Derecho del mar, basada en el derecho del desarrollo. Por eso su fulgurante rapidez en universalizarse, al nacer en 1952 con la Declaración sobre Zona Marítima y al cristalizarse, en 1982, con la Convención de Montego Bay; gracias a su gran aceptación por los Estados ribereños del Tercer Mundo” 

## Régimen jurídico
El mar territorial es el territorio sumergido del Estado y la soberanía sobre el mismo es un corolario de aquella que se posee sobre el territorio terrestre.
La razón determinante de este reconocimiento de soberanía estatal sobre el mar adyacente a sus costas consiste en que ello es indispensable a su seguridad y a la protección de sus legítimos intereses.
Sin embargo, existen limitaciones establecidas por el derecho internacional a la soberanía que posee el Estado respecto a su mar territorial y la más importante de ellas es el derecho de paso inocente que por esas aguas tienen los barcos de los demás Estados. El mar territorial se asemeja a las aguas interiores en que está sujeto a la soberanía del Estado ribereño, pero difiere de ellas en que esta soberanía se halla limitada por el derecho de tránsito inocuo de pabellones extranjeros.
La anchura del mar territorial se establece en el artículo 3 de la Convención sobre el Derecho del Mar: «Todo Estado tiene derecho a establecer la anchura de su mar territorial hasta un límite que no exceda de 12 millas marinas medidas a partir de líneas de base...»
Cuando las costas de dos Estados son adyacentes o se hallen situadas frente a frente, ninguno de dichos Estados tiene derecho, salvo acuerdo en contrario, a extender su mar territorial más allá de una línea media cuyos puntos sean equidistantes de los puntos más próximos de las líneas de base a partir de las cuales se mida la anchura del mar territorial de cada uno de dichos Estados. Salvo que por la existencia de derechos históricos o por otras circunstancias especiales, sea necesario delimitar el mar territorial de ambos Estados en otra forma (artículo 15 de la Convención sobre el Derecho del Mar).